# Ostras Rockefeller
Las ostras Rockefeller consisten en ostras en su media concha cubiertas con una salsa de mantequilla, perejil y otras hierbas verdes, y pan rallado, y luego horneadas o asadas a la parrilla. La guarnición típica son gajos de limón.
La salsa original puede o no incluir espinacas, un método muy popular para conseguir el característico color verde brillante del plato. Muchas adaptaciones contemporáneas utilizan ostras cortadas en dados en lugar de enteras. Además, el tocino cortado en dados suele añadirse a la salsa o sustituirla.
Este plato es un popular aperitivo de restaurante en todo Estados Unidos y se sirve como almuerzo en el sur.

## Historia
Las ostras Rockefeller fueron creadas en 1889 en el restaurante Antoine's de Nueva Orleans por Jules Alciatore, hijo del fundador Antoine Alciatore. Jules desarrolló el plato debido a la escasez de caracoles, sustituyéndolos por las ostras disponibles localmente. La receta del restaurante sigue siendo la misma, y se calcula que en 1980 se habían servido tres millones y medio de pedidos.

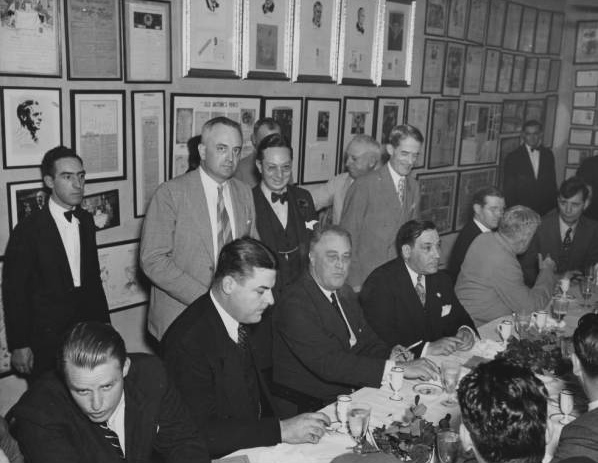
El presidente Franklin Delano Roosevelt comió ostras Rockefeller en Antoine's en 1937.

El plato recibió el nombre de "ostras Rockefeller" en honor a John D. Rockefeller, el estadounidense más adinerado de la época, debido a su extrema riqueza. Consiste en ostras en media concha cubiertas con una salsa verde y pan rallado, y luego horneadas o asadas. Aunque la receta original de la salsa es un secreto, incluye un puré de varias verduras verdes que puede contener espinacas. En Nueva Orleans han proliferado versiones similares del plato, pero ninguna se considera un duplicado exacto.
El chef Alton Brown afirma en el episodio "Shell Game" de su serie Good Eats de Food Network que Alciatore se llevó su receta a la tumba y que cualquier versión posterior es una mera suposición. Aunque muchos consiguen el característico color verde de la salsa simplemente utilizando espinacas, los chefs de Antoine han negado repetidamente que el plato las contenga. Un análisis de laboratorio realizado en 1986 por William Poundstone en Bigger Secrets indicaba que sus ingredientes principales eran perejil, apio triturado y colado, cebollín o cebollino (indistinguibles en un laboratorio alimentario), aceite de oliva y alcaparras. 

## Galería

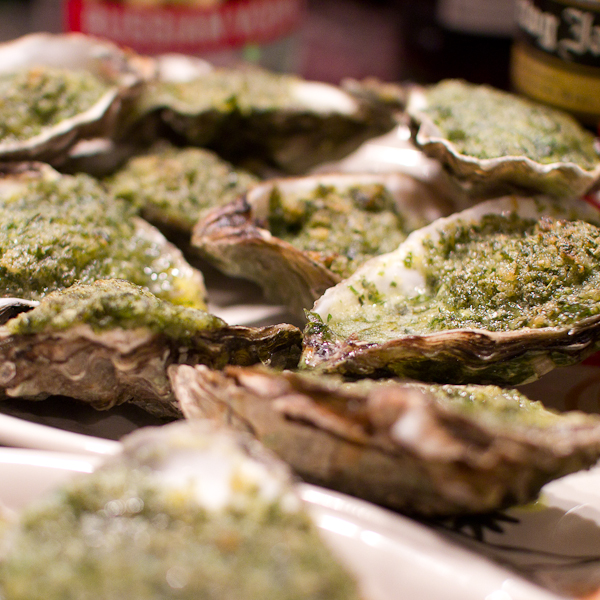
Ostras Rockefeller
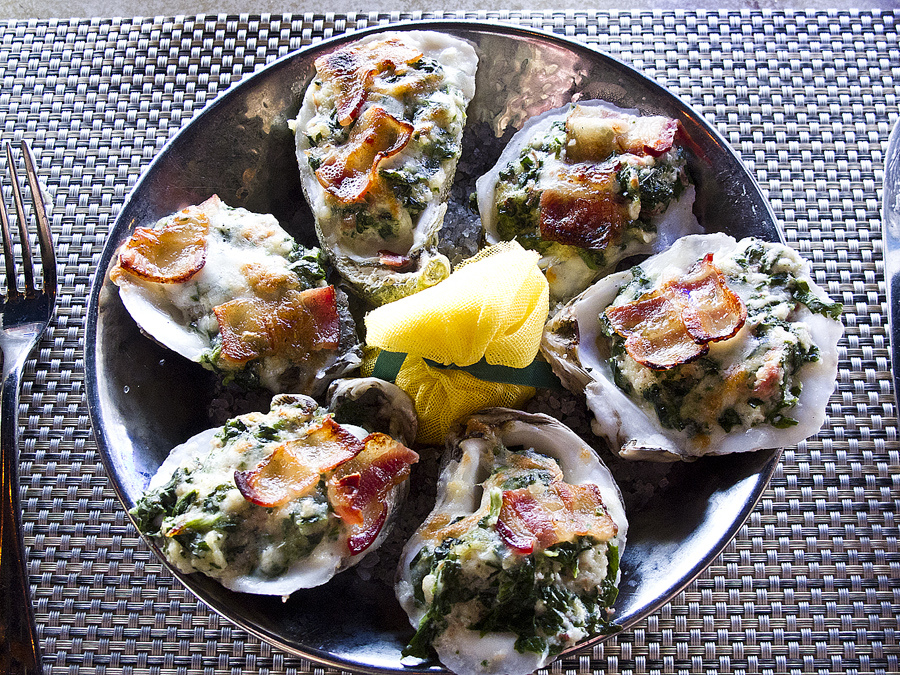
Ostras Rockefeller cubiertas con tocino
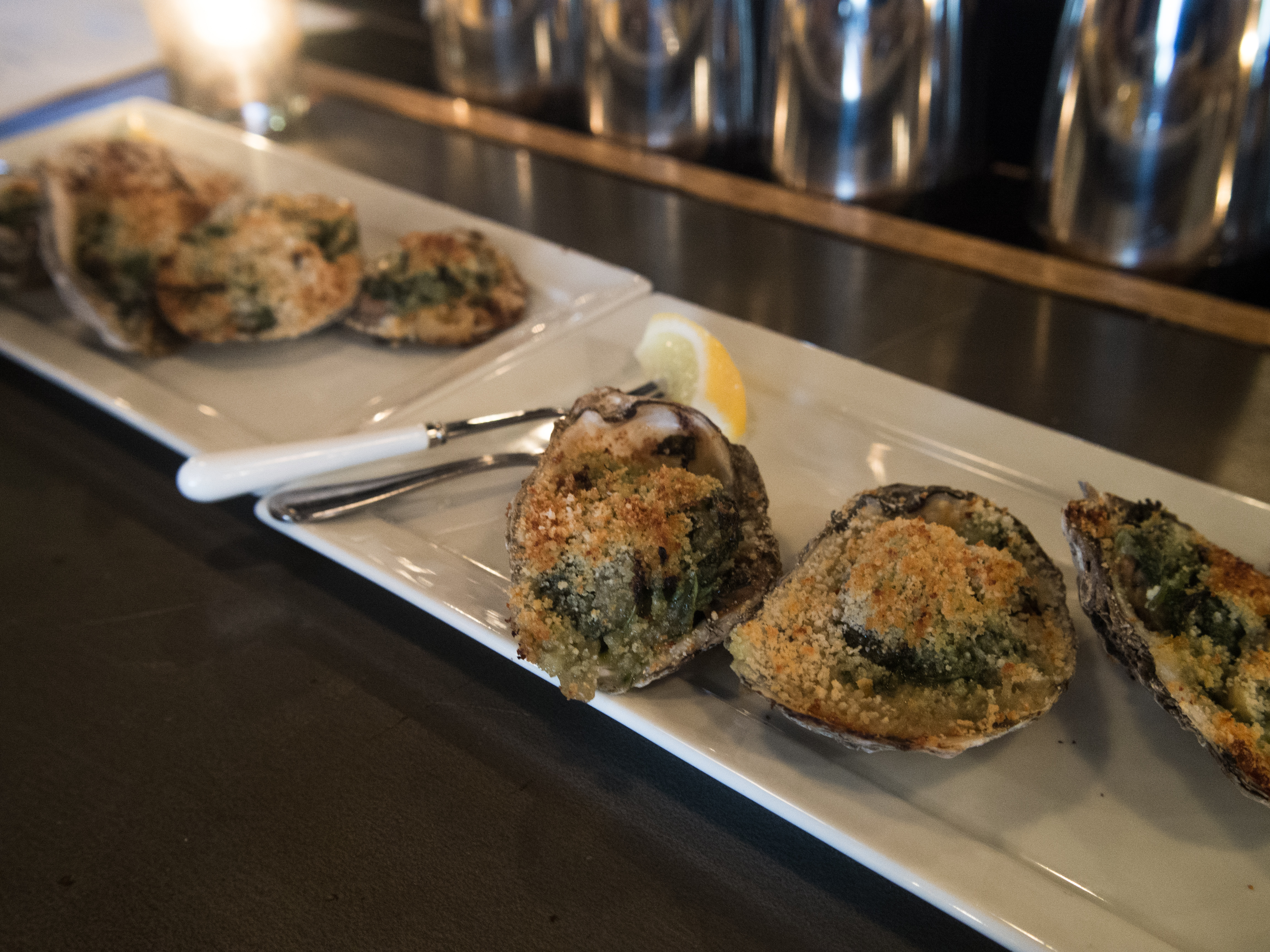
Ostras Rockefeller muy asadas a la parrilla